# Vena superficiale

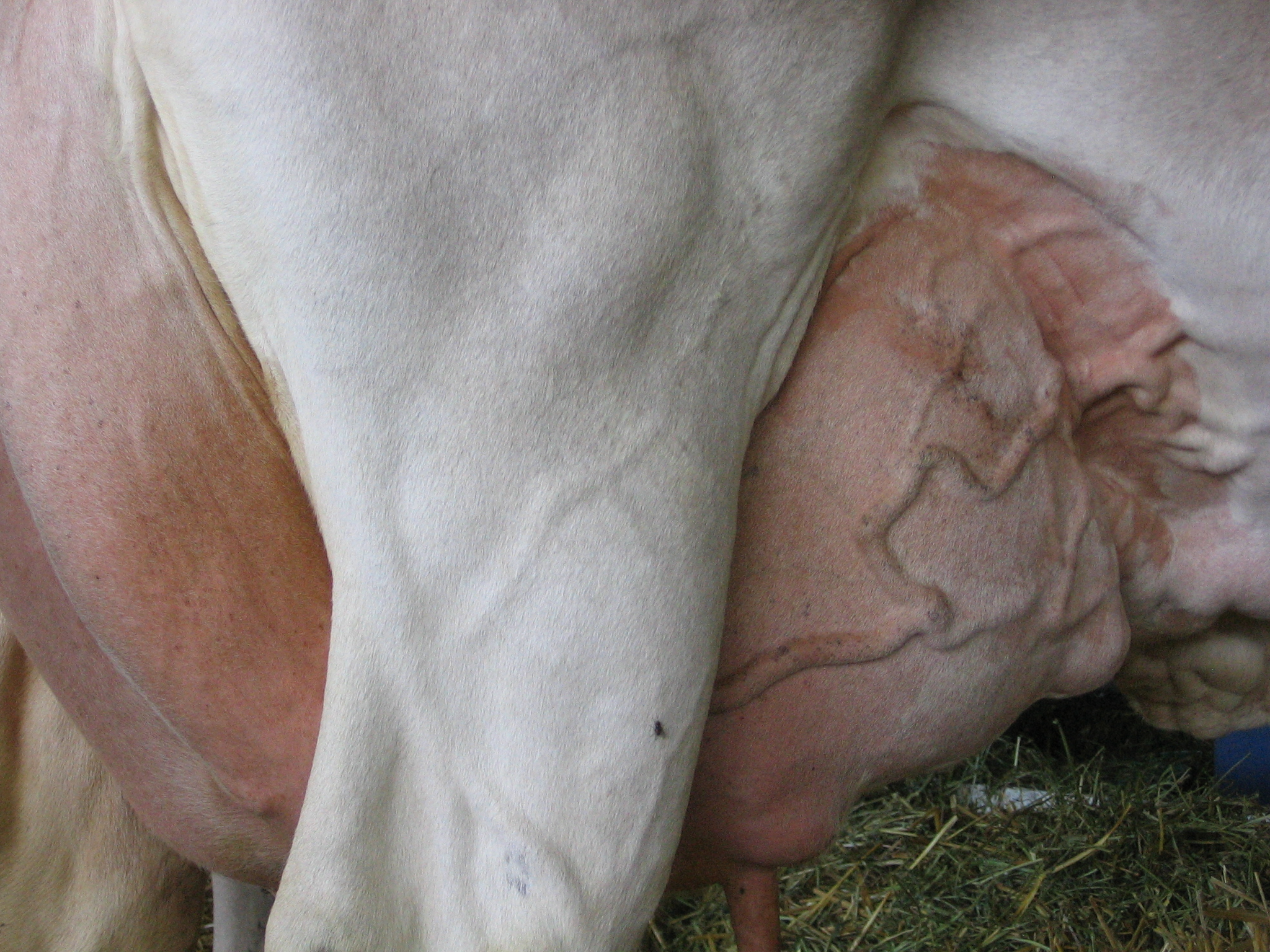
Vene superficiali della mammella di una mucca da latte.

Vena superficiale è un termine utilizzato per descrivere una vena che si trova vicina alla superficie del corpo, esso viene usato per distinguere queste vene da quelle che invece si trovano in profondità, conosciute anche come vene profonde.
Le vene superficiali non sono accoppiate a delle arterie, al contrario delle vene profonde che solitamente hanno un'arteria con lo stesso nome lì vicino.
Le vene superficiali sono importanti a livello fisiologico in quanto raffreddano il corpo, infatti, quando il corpo è troppo caldo smista il sangue dalle vene profonde alle vene superficiali per facilitare la dispersione del calore. Le vene superficiali inoltre sono visibili sotto la pelle; oltretutto quelle al di sotto del livello del cuore tendono a gonfiarsi. Per avere conferma di questo basta guardare la propria mano: portandola al di sopra del cuore il sangue dovrebbe defluire - abbassandola sotto il cuore si riempirà nuovamente di sangue. Le vene diventano più evidenti quando si sollevano grandi pesi, specialmente dopo un periodo di allenamento di potenza.
Fisiologicamente, le vene superficiali non sono importanti tanto quando le vene profonde (in quanto trasportano meno sangue) e alcune volte vengono anche rimosse tramite una procedura chiamata asportazione della vena, la quale viene usata per curare le vene varicose.

## Alcuni nomi di vene superficiali
- Vena giugulare esterna

### Arti superiori
- Vena cefalica - corre lungo i bicipiti, è la vena che contraddistingue tutti i bodybuilder.
- Vena cubitale mediana - spesso utilizzata per drenare il sangue (venipuntura)
- Vena basilica - solitamente è la vena più grande presente nelle braccia, spesso viene utilizzata come punto d'accesso per l'emodialisi

### Arti inferiori
- Vena safena piccola
- Vena safena grande - spesso utilizzata per il bypass aorto-coronarico